# Waldbillig
Waldbillig (en luxembourgeois : Waldbëlleg ) est une localité luxembourgeoise et le chef-lieu de la commune portant le même nom, située dans le canton d'Echternach.

## Géographie

### Localisation
La commune se situe dans la vallée de Mullerthal et constitue le centre de la Petite Suisse luxembourgeoise, zone touristique. Particulièrement remarquable est la vallée de l'Ernz Noire, avec la cascade de Schiessentümpel, connue en luxembourgeois sous le nom de Schéissendëmpel. Au nord-ouest de la ville, dans la forêt, se trouvent les ruines du château fort du Heringerburg.

### Sections de la commune
- Christnach
- Waldbillig (siège)
- Mullerthal
- Haller
- Freckeisen

## Histoire
Le squelette presque complet d'un homme préhistorique a été découvert en 1935 dans un abri sous roche au Mullerthal, près du cours de l'Ernz Noire, au lieu-dit Loschbour, d'où son nom d'homme de Loschbour.
Le nom de Waldbillig a été présent dans les médias au milieu des années 1980 avec l'Affaire de Waldbillig (lb), affaire criminelle retentissante et sanglante. Carlo Fett vivait à Waldbillig et la bande se retrouvait dans la ferme de la famille Fett.

## Politique et administration

### Liste des bourgmestres
| Identité                  | Période          | Période          | Durée                     | Étiquette |
| Identité                  | Début            | Fin              | Durée                     | Étiquette |
| ------------------------- | ---------------- | ---------------- | ------------------------- | --------- |
| Jean-Luc Schleich (d)     |                  | 14 novembre 2017 |                           |           |
| Andrée Henx-Greischer (d) | 15 novembre 2017 | En cours         | 7 ans, 3 mois et 27 jours |           |

## Population et société

### Démographie
L'évolution du nombre d'habitants est connue à travers les recensements de la population effectués dans le pays depuis 1821. Les recensements décennaux de la population permettent de caler les chiffres sur la composition de la population par sexe, âge, nationalité et commune de résidence. Entre deux recensements, la population au 1er janvier de l’année {\displaystyle x} est évaluée en ajoutant à la population au 1er janvier de l’année {\displaystyle x-1} les soldes naturel (naissances {\displaystyle -} décès) et migratoire (arrivées {\displaystyle -} départs) de l'année. La même méthode est appliquée pour la répartition par âge au 1er janvier et les effectifs totaux par nationalité. Depuis le 1er septembre 2023, le Luxembourg dénombre 100 communes.
Au 1er janvier 2024, la commune comptait 1 948 habitants.
| 1821  | 1851  | 1871  | 1880  | 1890  | 1900  | 1910  | 1922  | 1930  |
| ----- | ----- | ----- | ----- | ----- | ----- | ----- | ----- | ----- |
| 1 105 | 1 506 | 1 262 | 1 313 | 1 166 | 1 140 | 1 185 | 1 097 | 1 037 |

| 1935 | 1947 | 1960 | 1970 | 1978 | 1979 | 1981 | 1983 | 1984 |
| ---- | ---- | ---- | ---- | ---- | ---- | ---- | ---- | ---- |
| 994  | 895  | 780  | 729  | 708  | 699  | 684  | 690  | 680  |

| 1985 | 1986 | 1987 | 1988 | 1989 | 1990 | 1991 | 1992 | 1993 |
| ---- | ---- | ---- | ---- | ---- | ---- | ---- | ---- | ---- |
| 680  | 670  | 670  | 695  | 738  | 776  | 844  | 875  | 908  |

| 1994 | 1995 | 1996 | 1997 | 1998 | 1999 | 2000  | 2001  | 2002  |
| ---- | ---- | ---- | ---- | ---- | ---- | ----- | ----- | ----- |
| 957  | 952  | 982  | 940  | 952  | 988  | 1 025 | 1 137 | 1 220 |

| 2003  | 2004  | 2005  | 2006  | 2007  | 2008  | 2009  | 2010  | 2011  |
| ----- | ----- | ----- | ----- | ----- | ----- | ----- | ----- | ----- |
| 1 240 | 1 300 | 1 302 | 1 361 | 1 397 | 1 418 | 1 425 | 1 478 | 1 342 |

| 2012  | 2013  | 2014  | 2015  | 2016  | 2017  | 2018  | 2019  | 2020  |
| ----- | ----- | ----- | ----- | ----- | ----- | ----- | ----- | ----- |
| 1 354 | 1 390 | 1 477 | 1 554 | 1 644 | 1 767 | 1 783 | 1 803 | 1 832 |

| 2021  | 2022  | 2023  | 2024  | - | - | - | - | - |
| ----- | ----- | ----- | ----- | - | - | - | - | - |
| 1 902 | 1 922 | 1 960 | 1 948 | - | - | - | - | - |

Pour des raisons techniques, il est temporairement impossible d'afficher le graphique qui aurait dû être présenté ici.

## Économie
Le village de Christnach est connu pour son terrain de golf, qui attire chaque année beaucoup de touristes. La commune de Waldbillig dispose d'une école primaire et maternelle. Dans la commune existent plusieurs entreprises, artisanales et agricoles. On y trouve aussi deux hôtels et un moulin appelé Heringer Millen, à Mullerthal.

## Culture locale et patrimoine

### Personnalités liées à la commune
- Michel Rodange (1827–1876), écrivain, auteur de Rénart le renard.

### Héraldique, logotype et devise
| Blason de Waldbillig | Blason  | ...                                                    |
| Blason de Waldbillig | Détails | Armoiries de la commune luxembourgeoise de Waldbillig. |